# Eubiotica
Il termine eubiotica deriva dal greco ed è composto dal prefisso eu- (buono) e da  biotikós (vitale): letteralmente, “buono per la vita”, “benefico per l'organismo”, “(che assicura) il ben vivere”.
Viene utilizzato in diversi campi come la medicina, l'alimentazione, l'agricoltura o la cosmesi e sta a indicare un insieme di norme igieniche e alimentari utili a vivere in maniera sana.

## Medicina eubiotica
Il dottor Iago Galdston (Kishinev, 1895 – New York, 19 dicembre 1989) è stato psichiatra, educatore e segretario del Medical Information Bureau della New York Academy of Medicine. Un suo scritto del 1944, intitolato “Eubiotic medicine”, mette a confronto le differenze tra i concetti di medicina eubiotica e medicina preventiva.
Con “medicina eubiotica”, Gladston intende ampliare il significato di medicina preventiva: la medicina dovrebbe andare oltre la prevenzione delle malattie, per seguire anche la crescita biologica, lo sviluppo e il benessere generale dell'individuo.
Secondo Gladston, il termine “medicina preventiva” è limitante e legato ad un passato in cui si pensava che compito della medicina fosse solo prevenire le malattie e non si potesse in nessun modo agire direttamente sul benessere biologico della persona.

## Eubiosi intestinale
L'intestino si definisce eubiotico quando è in salute e vi è armonia tra la flora batterica intestinale e l'organismo. 
Per favorire l'eubiosi dell'intestino, si possono assumere i probiotici (letteralmente “in favore della vita”), microrganismi che aiutano a mantenere l'equilibrio del microbiota umano.

## Agricoltura eubiotica
L'agricoltura eubiotica non utilizza sostanze inquinanti o dannose, pesticidi tossici o diserbanti e si basa solo su una concimazione naturale. 
Per la raccolta, la raffinazione e la conservazione degli alimenti non vengono utilizzate tecniche di sterilizzazione termica tipiche dell'industria alimentare, salvaguardando così l'integrità dei prodotti.
Attraverso l'agricoltura eubiotica si sta cercando inoltre di recuperare alcune varietà di cereali antichi e tipici delle tradizioni di un territorio, che non hanno subito le modificazioni artificiali dei grani moderni. Lo stesso Pecchiai faceva risalire l'aumento drastico di disturbi come la celiachia o l'intolleranza al glutine all'eccessivo consumo di cereali moderni geneticamente modificati.

## Dieta eubiotica
Il ruolo della dieta 'eubiotica' nella disbiosi e ipertensione intestinale 

## Cosmesi eubiotica
I principi dell'eubiotica sono applicati in campo estetico dagli anni '60. La cosmesi eubiotica si basa sulla ricerca del benessere globale dell'individuo, a livello psichico e fisico.